# 紀伊長田駅
紀伊長田駅（きいながたえき）は、和歌山県紀の川市嶋にある、西日本旅客鉄道（JR西日本）和歌山線の駅。

## 歴史
- 1903年（明治36年）3月7日：紀和鉄道の粉河駅 - 打田駅間に長田臨時停車場として開設[1][2]。
- 1904年（明治37年）8月27日：紀和鉄道の路線を関西鉄道が承継。同社の臨時停車場となる[1]。
- 1907年（明治40年）10月1日：関西鉄道が鉄道国有法により国有化され、国有鉄道の臨時停車場となる[1][2]。
- 1908年（明治41年）2月22日：仮停車場に変更[2]。
- 1909年（明治42年）10月12日：線路名称制定。和歌山線の所属となる[1]。
- 1912年（明治45年）5月1日以前：仮乗降場に変更[2]。
- 1938年（昭和13年）7月15日：駅として開業、同時に紀伊長田駅に改称[1][2]。
- 1941年（昭和16年）8月10日：休止[2]。
- 1952年（昭和27年）9月23日：営業再開[2]。
- 1987年（昭和62年）4月1日：国鉄分割民営化により、西日本旅客鉄道の駅となる[1][2]。
- 2020年（令和2年）3月14日：ICカード「ICOCA」が利用可能となる[3]。

## 駅構造
和歌山方面に向かって右側に配置された、片面ホーム1面1線のみの地上駅（停留所）。橋本駅管理の無人駅で、駅舎はない。直接ホームに入る形になっている。また、棒線構造のため、和歌山方面行きと五条方面行きの双方が同一ホームを共用する。

## 利用状況
近年の1日平均乗車人員は以下の通り。
| 年度   | 1日平均 乗車人員 |
| ------ | ---------------- |
| 1998年 | 96               |
| 1999年 | 99               |
| 2000年 | 108              |
| 2001年 | 109              |
| 2002年 | 86               |
| 2003年 | 88               |
| 2004年 | 89               |
| 2005年 | 80               |
| 2006年 | 87               |
| 2007年 | 88               |
| 2008年 | 98               |
| 2009年 | 108              |
| 2010年 | 114              |
| 2011年 | 119              |
| 2012年 | 118              |
| 2013年 | 129              |
| 2014年 | 129              |
| 2015年 | 132              |
| 2016年 | 108              |
| 2017年 | 110              |
| 2018年 | 99               |
| 2019年 | 100              |
| 2020年 | 87               |
| 2021年 | 83               |
| 2022年 | 88               |

利用者はかなり少ないが、駅近くの長田観音などで行事（初午）が行われる時などは利用者が増えることもある。

## 駅周辺
田畑が広がっており、住宅が点在する。駅から北へ進むと京奈和自動車道や粉河西部運動場に至る。
- 長田観音（如意山厄除観音寺）
- 紀伊長田駅前郵便局
- 岩出警察署長田警察官駐在所
- 紀の川市立長田小学校
- 風市森神社[7]
- 国道24号

### バス路線
国道24号沿いに和歌山バス那賀「長田観音前」停留所（粉河熊取線）と紀の川市地域巡回バス「長田」停留所（赤尾藤井コース、長田竜門コース）がある。

## 隣の駅
西日本旅客鉄道（JR西日本）
 和歌山線
■快速
通過（初午の際は臨時停車することがある）
■普通
粉河駅 - 紀伊長田駅 - 打田駅